# نادي جامعة بريتوريا
نادي جامعة بريتوريا لكرة القدم (بالإنجليزية: University of Pretoria FC)‏ هو نادي كرة قدم جنوب إفريقي مقره ضاحية هاتفيلد بمدينة بريتوريا. يمثل جامعة بريتوريا، وقد صعد إلى دوري جنوب أفريقيا الممتاز لكرة القدم في موسم 2011/2012.

## لاعبون مثّلوا النادي
- أتوسايي نيوندو (لاعب دولي ملاوي): لاعب حالي بالنادي منذ سنة 2014.
- بونغاني كومالو (لاعب دولي جنوب إفريقي): لعب بالنادي بين عامي 2005 و2007.
- ديبسي سيلولواني (لاعب دولي بوتسواني): لاعب حالي بالنادي منذ سنة 2012.
- غيوفري ماسا (لاعب أوغندي): لاعب حالي بالنادي منذ سنة 2013.
- فيكرو تيفيرا ليميسا (لاعب إثيوبي): لعب بالنادي في موسم 2013/2014.
- كليفورد مولينغا (لاعب دولي زامبي): لعب بالنادي بين عامي 2004 و2008.
- ليراتو تشابانغو (لاعب دولي جنوب إفريقي): لعب بالنادي بين عامي 2003 و2005.